# Liste der Kulturgüter in Gurwolf
Die Liste der Kulturgüter in Gurwolf (fr. Courgevaux) enthält alle Objekte in der Gemeinde Gurwolf im Kanton Freiburg, die gemäss der Haager Konvention zum Schutz von Kulturgut bei bewaffneten Konflikten, dem Bundesgesetz vom 20. Juni 2014 über den Schutz der Kulturgüter bei bewaffneten Konflikten sowie der Verordnung vom 29. Oktober 2014 über den Schutz der Kulturgüter bei bewaffneten Konflikten unter Schutz stehen.
Objekte der Kategorie A sind im Gemeindegebiet nicht ausgewiesen, Objekte der Kategorie B sind vollständig in der Liste enthalten, Objekte der Kategorie C fehlen zurzeit (Stand: 1. Januar 2023).

## Kulturgüter
| Foto |                                                                                | Objekt                                                                                 | Kat. | Typ | Standort                                                    | Beschreibung |
| ---- | ------------------------------------------------------------------------------ | -------------------------------------------------------------------------------------- | ---- | --- | ----------------------------------------------------------- | ------------ |
| BW   | Datei hochladen · Wikidata zu Herrenhaus de Diesbach de Liebistorf (Q29689012) | Herrenhaus de Diesbach de Liebistorf / Manoir de Diesbach de Liebistorf KGS-Nr.: 02001 | B    | G   | Schlossweg 2 / Chemin du Château 2 575114 / 195064          |              |
| ja   | Datei hochladen · Wikidata zu Primarschule (Q29688996)                         | Primarschulhaus / Ecole primaire KGS-Nr.: 13040                                        | B    | G   | Schulhausplatz 1, 7 / Place de l'Ecole 1, 7 575095 / 195288 |              |
| BW   | Datei hochladen · Wikidata zu Ehemalige Ziegelei der de Diesbach (Q29689027)   | Ehemalige Ziegelei der Diesbach / Ancienne tuilerie des Diesbach KGS-Nr.: 13041        | B    | G   | Wilerweg 5 / Route de Villars 5 575162 / 194984             |              |